# Gamme d'accord

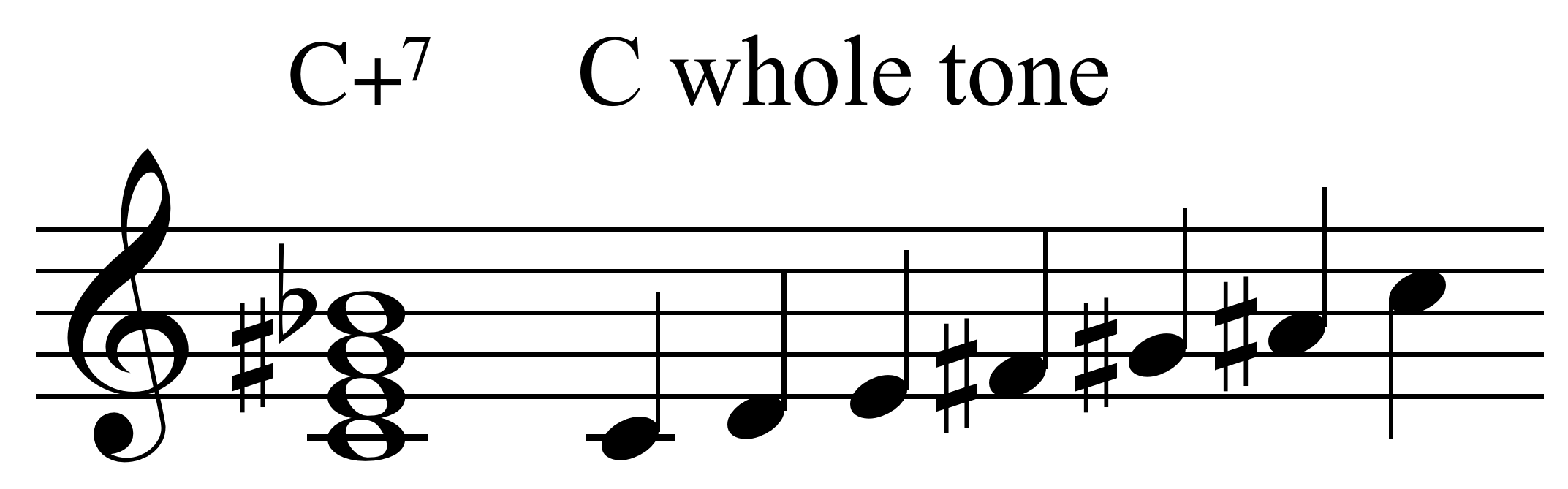
Exemple de gamme d'accord à partir d'une septième de dominante avec quinte augmentée (C E G# B♭).

Le système des gammes d'accords est une méthode d'appariement qui propose, pour un accord donné, une liste de gammes utilisables pour construire des mélodies. Le système a été largement utilisé depuis les années 1970 et est "généralement accepté dans le monde du jazz contemporain".  Le système est un exemple de la différence entre le traitement de la dissonance dans le jazz et le dans l'harmonie classique : "L'harmonie classique traite toutes les notes qui n'appartiennent pas à l'accord... comme des dissonances potentielles qui doivent être résolues... l'harmonie non-classique vous dit quelle note de la gamme il faudra [probablement] éviter..., ce qui signifie que tous les autres notes sont valides".

## Principes

### Construction
La gamme d'accord est constituée par :
- les notes constitutives de l'accord, en principe une tétrade.
- les notes de l'extension abaissées d'une octave.

L'ensemble forme une structure en secondes, similaire à une gamme. 
Pour chaque accord il existe plusieurs extensions possibles et donc plusieurs gammes d'accord possibles.